# Bățani
Batani là một xã thuộc hạt Covasna, România. Dân số thời điểm năm 2002 là 4521 người.